# Dirt 4
Dirt 4 é um jogo de corrida temático de rali desenvolvido pela Codemasters. É o décimo segundo jogo na série Colin McRae Rally e o sexto título a levar o nome Dirt. Foi lançado para Microsoft Windows, PlayStation 4 e Xbox One em 6 de junho na América do Norte e em 9 de junho nas regiões PAL.

## Gameplay
Dirt 4 é um jogo de corrida focado em rali. Jogadores competem em eventos de palco cronometrados no asfalto e terreno off-road em variadas condições meteorológicas. As etapas de rali abrangem cinco locais: Fitzroy na Austrália, Tarragona na Espanha, Michigan nos Estados Unidos, Varmlândia na Suécia e Powys no País de Gales. Os carros são desenhados a partir de uma ampla variedade de classes de competição e períodos de tempo, como os carros do Grupo B da década de 1980, carros do Grupo A e Grupo N das décadas de 1990 e 2000 e os carros do Grupo R da década de 2010. O jogo não contará carros do mundial de rali ou qualquer elemento associado ao Campeonato Mundial de Rali. Dirt 4 também introduz um novo recurso chamado "Seu Estágio" que etapas de rali processualmente geradas baseado em uma configuração e parâmetros que o jogador define.  Como o jogo não apresenta qualquer conteúdo licenciado por seu modo de rali, seu estágio será utilizado para gerar todas as etapas que o jogador dirige no modo carreira.
O jogo contará corridas de rallycross e leva uma licença do Campeonato Mundial de Rallycross da FIA. Inclui cinco circuitos de rallycross: Lydden Hill Race Circuit na Inglaterra, Höljesbanan na Suécia, Lånkebanen na Noruega, o Circuito de Lohéac na França e a Pista Automóvel de Montalegre em Portugal. Lohéac e Montalegre são novas da série. Tanto rallycross como Supercars e RX Lites serão incluídos. O jogo também possui tabelas de classificações multiplayer e multi-plataforma. O modo Landrush retornou, com estádios de caminhões e corridas de buggy com estágios de locais na Califórnia, Nevada e México. Assim como o seu antecessor Dirt Rally, Dirt 4 inclui Steam Workshop para a versão de PC. Dirt 4 também viu o retorno do popular modo "Joyride" do Dirt 3 que dispõe mini games multiplayer.
Dirt 4 irá construir sobre os sistemas de gestão de equipe introduzidos em Dirt Rally e Grid Autosport, com o jogador contratar pessoal para consertar o carro, supervisionar as operações do dia-a-dia e aumentar o perfil da equipe para garantir novos patrocinadores. Os jogadores também serão capazes de comprar e vender carros novos e usados com resultados anteriores e históricos de acidentes que afetam o valor de revenda do carro.

## Recepção
Dirt 4 recebeu reviews "geralmente positivos" de acordo com o agregador de revisão de jogos eletrônicos Metacritic.